# Aloe citrina
Aloe citrina är en grästrädsväxtart som beskrevs av Susan Carter och Brandham. Aloe citrina ingår i släktet Aloe och familjen grästrädsväxter. Inga underarter finns listade i Catalogue of Life.